# Трепљари
Трепљари (Ciliophora, Ciliata) су група протиста, до сада сврставана у праживотиње (Protozoa, протозоа), услед њиховог стриктно хетеротрофног начина исхране. Описано је око 8000 врста, које насељавају слатке и слане воде, као и влажна земљишта. Међу њима има слободноживећих, али и доста паразита бескичмењака и кичмењака (па и човека). Тело им је покривено многобројним локомоторним органелама цилијама (трепљама, отуда и име групи). Размножавају се бесполно бинарном фисијом (попречном деобом), или пупљењем, а полно конјугацијом и аутогамијом.

## Грађа
имају најсложенију грађу тела међу протистама, која се огледа у сталном облику тела и постојаном положају органела у ћелији, (код њих се формирају ћелијска уста, cytostom, ћелијско ждрело, cytopharynx и ћелијски анус, cytopyg). Локација контрактилних вакуола је такође стална, а њихово пуњење и пражњење је синхронизовано, наизменично. Тело може бити симетрично или асиметрично.
У предњем делу тела многих врста се диференцирају перистомално поље, вестибулум, цитостом и систем мембранела. У најпростијем облику мембранеле су грађене од 2 до 3 низа збијених цилија са једне стране цитостома. Поред њих постоји са друге стране цитостома низ слепљених цилија које формирају ундулентну мембрану. Мембранеле и ундулентне мембране око цитостома формирају такозвану адоралну зону мембранела, чија је примарна функција усмеравање хране према цитостому, а једна од секундарних кретање. Перистомално поље, вестибулум и цитостом су различито структурирани делови и њихове карактеристике су таксономски значајне. Цилије имају важну функцију и у рецепцији дражи. Код неких трепљара цилије се групишу у праменове и формирају цире (cirri) којима се такође изводи кретање „ходањем“. 
Ћелијска мембрана код трепљара је постојана и сложено структурирана. Изнад мембране код Tintinnida и неких Hypotricha налази се трослојна мембрана неживе природе, перилема, непознате функције. Перилема се код неких трепљара налази само дуж цилија. Плазмалема трепљара је грађена од спољашње и унутрашње алвеоларне мембране. Између њих се налазе правилно распоређени алвеоларни мешкови (алвеоле). Алвеоле су напуњене протеинима или полисахаридима. Алвеоларна течност има потпорну функцију, а има података да имају и функцију у регулисању равнотеже калцијума.
Алвеоларне мембране чине пеликулу. Испод ње се налази протеински слој епиплазма са непознатом функцијом, по неким мишљењима потпорном. Епиплазма је различито диференцирана. Пеликула са алвеолама, епиплазмом и делом цитоплазме испод ње чини површински део тела трепљара који се означава као кортекс, односно ектоплазма. У кортексу се налазе различите структуре. Око основа цилија се налазе удубљења плазмалеме. Дубље у кортикалном делу се налазе базална телашца цилија, која се састоје из три различите структуре: кинетодезмалних фибрила, трансверзалних микроубула и постцилијарних микротубула. Код неких Ciliophora у ектоплазми се налазе различити екструзоми: штапићасте трихоцисте које се у самоодбрани избацују из цитоплазматичних мешкова кроз ћелијску мембрану, као и токсицисте које се избацују приликом хватања плена. У ектоплазми се налазе и контрактилне вакуоле, као и бројне митохондрије.
Ендоплазма је знатно обимнији део цитоплазме и у сталном је покрету. У њој се налазе макро и микронуклеус, хранљиве вакуоле и друге органеле. Микронуклеуси или генеративна једра су ситни. Учествују у процесима размножавања и може их бити један или више. Имају диплоидан број хромозома. Макронуклеуси су крупна једра и са великим садржајем ДНК. Има их најчешће један, два или више (код неких и преко стотину). До скоро се сматрало да је њихова функција искључиво регулација метаболизма ћелије. Новија истраживања указују на то, да и макронуклеуси учествују у полном процесу. 
Хранљиве вакуоле су бројне у ендоплазми, а формирају се у цитофаринксу фузијом ендоцитотских вакуола са лизозомима. Формиране хранљиве вакуоле се крећу по цитоплазми, при чему се из њих извлаче сварене материје, а несварени остатак се избацује у пределу цитопига. За већину трепљара карактеристично је селективно узимање хране.

## Класификација
Постоји неколико класификационих схема трепљара, од којих су овде приложене две: